# Площа розсіювання

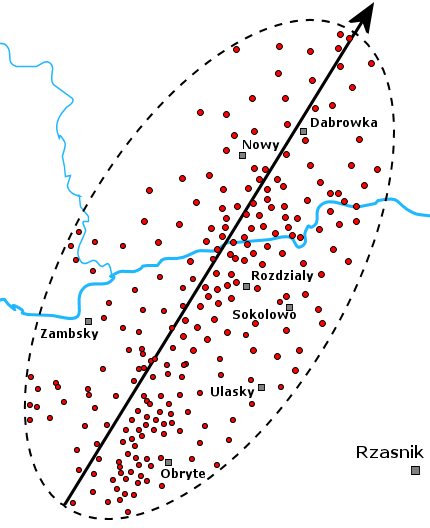
Приклад еліпса розсіювання метеорита: еліпс поширення уламків метеорита Pultusk

Терміном площа розсіювання або еліпс розсіювання (англ. strewnfield) позначають територію, по якій розлітаються метеоритні уламки, утворені в результаті падіння метеорита. Його також вживають і по відношенню до тектитів, які утворюються внаслідок зіткнення із земною поверхнею великих метеоритів.

## Утворення
Існує два механізми утворення площі розсіювання:
1. Роздроблення в повітрі: коли великий метеороїд входить в атмосферу, він часто розколюється внаслідок термального шоку на багато шматків ще перед тим, як торкнутись землі. Такий повітряний вибух спричинює розсипання осколків по великій площі у формі овалу. Напрямок цього овалу визначається шляхом польоту метеороїда. Якщо стається декілька вибухів у повітрі, то уламки можуть бути розкидані по площі у формі декількох овалів, які взаємно накладаються.
2. Роздроблення при зіткненні: якщо в повітрі майже не було фрагментації, роздроблення може відбутися при зіткненні з поверхнею. В цьому випадку форма площі розсіювання може бути дещо іншою, зазвичай округлою (наприклад, в Каньйоні Диявола, навколо Аризонського кратера; Австралазійська площа розсіювання[en]).

## Розповсюдження уламків
У випадку роздроблення в повітрі, менші уламки зазвичай падають швидше. Саме тому найбільші фрагменти зазвичай знаходяться в кінці еліпса. Для того, аби визначити напрямок падіння метеорита, треба проаналізувати схему розташування різних за розміром уламків вздовж всього еліпса розсіювання. Фрагменти розміром від 1 до 5 грамів можуть бути зафіксовані метеорологічним радаром під час падіння із граничною швидкістю.